# Severomorsk
Severomorsk (en rus Североморск) és una ciutat tancada de l'óblast de Múrmansk, a Rússia. És la principal base naval de la Flota del Nord de la marina militar russa. Es troba a 25 km al nord de Múrmansk, a la vora oriental del fiord de Múrmansk.
A finals del segle xix s'hi establí una primera vila amb el nom de Vaienga, la qual accedí a l'estatus d'entitat urbana el 1948 i al de ciutat el 1951, quan prengué el nom actual.

## Ciutats agermanades
- Tervola, Finlàndia
- Kemi, Finlàndia
- Sør-Varanger, Noruega